# Mikroregion Arinos

Mikroregion Arinos

Mikroregion Arinos – mikroregion w brazylijskim stanie Mato Grosso należący do mezoregionu Norte Mato-Grossense.

## Gminy
- Juara
- Nova Maringá
- Novo Horizonte do Norte
- Porto dos Gaúchos
- São José do Rio Claro
- Tabaporã